# Carie Graves
Carolyn Brand "Carie" Graves (ur. 27 czerwca 1953 w Madison, zm. 19 grudnia 2021) – amerykańska wioślarka, dwukrotna medalistka olimpijska i trzykrotna medalistka mistrzostw świata.

## Kariera
Wystąpiła na igrzyskach olimpijskich w Montrealu w 1976, gdzie osada USA w składzie: Jackie Zoch, Anita DeFrantz, Carie Graves, Marion Greig, Anne Warner, Peggy McCarthy, Carol Brown, Gail Ricketson i Lynn Silliman (sternik) zdobyła brązowy medal w ósemkach. W finale uplasowały się o 5,36 sekundy za osadą NRD i 2,51 sekundy za osadą ZSRR. Był to debiut tej konkurencji w programie olimpijskim. Na rozgrywanych osiem lat później igrzyskach olimpijskich w Los Angeles w tej samej konkurencji Jeanne Flanagan, Holly Metcalf, Carol Bower, Carie Graves, Shyril O’Steen, Kristine Norelius, Kristen Thorsness, Kathy Keeler i Betsy Beard zdobyły tytuł mistrzyń olimpijskich. W wyścigu finałowym o 1,07 sekundy wyprzedziły Rumunki, a o 3,12 sekundy pokonały osadę Holandii. Nie wzięła udziału w igrzyskach olimpijskich w Moskwie w 1980 z uwagi na bojkot tych zawodów przez USA.
W tej samej konkurencji zdobywała również srebrne medale na mistrzostwach świata w Nottingham (1975), mistrzostwach świata w Oberschleißheim (1981) i mistrzostwach świata w Duisburgu (1983).
Kształciła się na University of Wisconsin-Madison i Uniwersytecie Harvarda.
Po zakończeniu kariery została trenerką wioślarstwa. W latach 1988-1998 pracowała na Northeastern University w Bostonie, a następnie przeniosła się na Uniwersytet Teksański w Austin, gdzie pracowała aż do przejścia na emeryturę w 2014.
Zmarła w 2021 na skutek komplikacji związanych z chorobą Alzheimera.